# Zemplín-Rétrejáró
Zemplín-Rétrejáró je archeologická lokalita v obci Zemplín na východním Slovensku, která byla zkoumána v roce 1954 amatérským archeologem Karolem Andelem. Střepový materiál, který tam byl objeven, je datován do období mladého neolitu. Výraznou, rytím zdobenou keramiku, kterou se podařilo zrekonstruovat, je možné vidět v Zemplínském muzeu v Michalovcích. Tento typ keramiky má velmi blízké analogie k potiské kultuře, rozšířené na území severovýchodního Maďarska. Úplné chronologické postavení této lokality nebylo dodnes upřesněno.